# Łysinin (województwo zachodniopomorskie)
Łysinin (niem. Grenzneuhof) – wieś sołecka w Polsce położona w województwie zachodniopomorskim, w powiecie drawskim, w gminie Czaplinek. W latach 1975–1998 miejscowość administracyjnie należała do województwa koszalińskiego. W roku 2007 wieś liczyła 69 mieszkańców.

## Geografia
Wieś leży ok. 10 km na południowy wschód od Czaplinka.